# Instituto Açoriano de Cultura

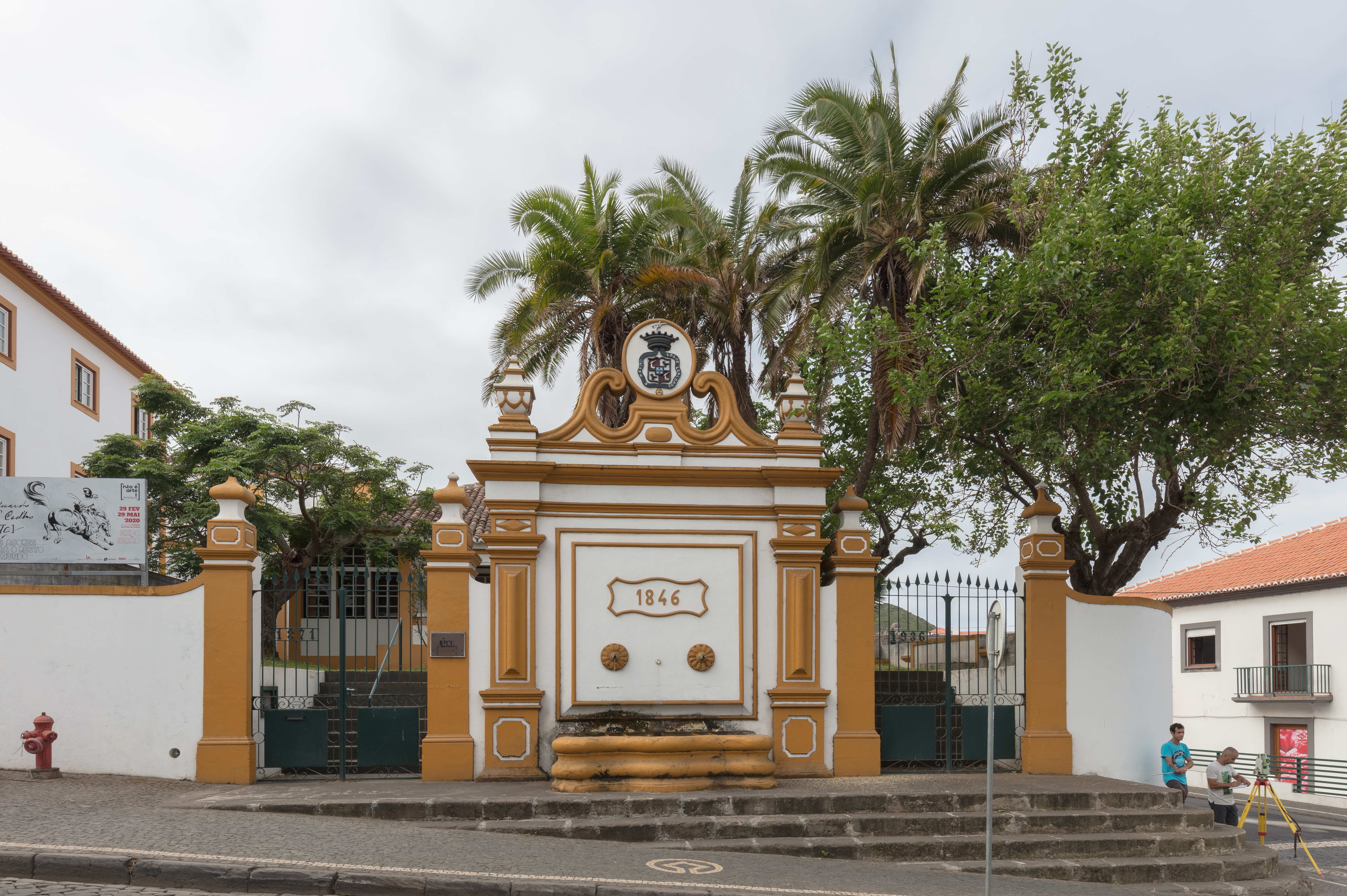
Instituto Açoriano de Cultura (entrada).

O Instituto Açoriano de Cultura (IAC) é um instituto cultural com sede em Angra do Heroísmo, na ilha Terceira, nos Açores.
Declarada como Instituição de Utilidade Pública pela Resolução Nº45/86 do Governo Regional, ao longo de sua história, tem desenvolvido relevante atividade, com destaque para a realização de conferências, palestras e outros eventos públicos, bem como a publicação regular de uma revista cultural e a edição de numerosas obras de temática açoriana. A sede do IAC está situada no Alto das Covas, em plena Zona Classificada de Angra do Heroísmo.

## História
O IAC é uma associação cultural sem fins lucrativos, fundada em 1955 por iniciativa de um grupo de professores do Seminário Episcopal de Angra, instituição onde um grupo de sacerdotes católicos, alguns deles formados no estrangeiro e por consequência imbuídos visão moderna e renovadora da sociedade, bem diferente da sociedade fechada e isolacionista que então se vivia nos Açores, pretendiam ter uma maior intervenção no meio cultural local.
Aqueles sacerdotes, depois do seu período formativo no exterior, ao regressarem à sua actividade no Seminário, definiram os objectivos que estão na base da fundação do IAC e os seus princípios orientadores, assim expressos nas palavras de Monsenhor José Machado Lourenço, seu primeiro presidente: "o Instituto não é de Cultura Açoriana mas Açoriano de Cultura. Não queremos fazer açorianismo, mas açorianidade. O nosso espírito é universal e universalista. Tudo o que é açoriano é nosso, mas tudo o que é humano é açoriano."
Na sua actividade, norteado por aqueles princípios, o IAC sempre assumiu a defesa e valorização da especificidade cultural açoriana, procurando incentivar o seu desenvolvimento num contexto universal e universalista na busca da plena integração cutural dos Açores da Europa e no resto do Mundo, na certeza de que o cidadão açoriano é cada vez mais parte de uma Europa cultural unificada e, simultaneamente, de um mundo crescentemente globalizado, onde a afirmação dos povos se faz pela pertença e não pelo isolamento.
As ideias de modernidade destes homens são temperadas, logo na enunciação dos objectivos da instituição, por algum conservadorismo e elitismo que se expressavam com clareza na vontade de fomentar e orientar a cultura geral das classes superiores da sociedade, dentro das bases ideológicas tradicionais do país, tendo como nota dominante a orientação católica, expressa na dominância avassaladora de sacerdotes entre os associados e na composição dos corpos sociais.
Com o andar do tempo, e com o rápido apagamento do Seminário Maior, progressivamente esvaziado pela abertura de outras escolas no arquipélago e pela quebra acelerada nas vocações sacerdotais, o IAC foi-se abrindo à sociedade em geral, deixando de depender tão estreitamente do grupo católico que o fundara. Essa autonomização dá-se simbolicamente com a saída em 1995 do IAC dos baixos do Seminário para ocupar sede própria cedida pelo Governo Regional dos Açores.
Hoje a instituição é claramente independente, tendo centrado a sua actividade em torno da edição de obras de interesse cultural e da temática da defesa do património. Nesse contexto muito contribuiu a contratualização com o Governo dos Açores de um projecto de levantamento sistemático do património construído dos Açores. Esse inventário, que se pretende completo, do património cultura das ilhas, à medida que vai sendo concluído em cada concelho, é editado em volume próprio. Nos termos de decreto do parlamento açoriano, funciona na Direcção Regional da Cultura um Registo Regional de Bens Classificados, onde se inclui o principal património inventariado.

## Actividades
O IAC leva a cabo desde a sua fundação iniciativas de natureza editorial, através da revista Atlântida e de múltiplas edições de obras literárias, e da realização de eventos culturais, entre os quais avultam as Semanas de Estudo e a promoção de exposições, conferências, lançamentos de livros e espectáculos sobre os mais variados temas da actualidade cultural.

### As Semanas de Estudo
O IAC notabilizou-se logo nos primeiros anos da sua existência através da realização, nas três capitais dos ex-distritos, de Semanas de Estudo (1961-1966). Estas constituíram-se como uma tentativa de dar à cultura açoriana uma fundamentação unificadora nos seus vários sectores e nas diversas circunscrições em que o arquipélago estava dividido. Foram, depois do advento do Estado Novo, as primeiras realizações culturais em território açoriano que envolveram todos os sectores e todos os distritos (com projecção semelhante apenas tinha sido realizado o Primeiro Congresso Açoriano, mas em Lisboa, território neutro nas quezílias distritais).
Das Semanas de Estudo nasceram muitas das ideias que estiveram na génese da Região Autónoma dos Açores e das suas instituições políticas. Mesmo a Universidade dos Açores deve muito a estas semanas (é preciso não esquecer que o seu primeiro reitor foi José Enes Pereira Cardoso, um dos fundadores do IAC).
Dirigidas por dois jovens professores do Seminário de então, José Enes Pereira Cardoso (futuro reitor da Universidade) e Artur Cunha de Oliveira (futuro eurodeputado socialista), a realização das Semanas de Estudo trouxeram consigo os naturais incómodos ao sistema instituído, não sendo encaradas com bonomia pelas autoridades da época, que em muitos casos viram nelas sinais de sedição. Elas foram indiscutivelmente autênticas pedradas nos charcos que eram os deprimidos meios sócio-culturais açorianos de então.

### A revistaAtlântida
O Instituto Açoriano de Cultura assegura ininteruptamente desde 1956 a publicação da Revista Atlântida, periódico de grande prestígio nos meios literários e universitários. A revista tem sabido actualizar-se, tanto em temática como em aspecto gráfico, sendo hoje um dos veículos privilegiados de extensão cultural nos Açores.
O acervo de artigos publicados desde a sua fundação constitui um valioso repositório do melhor que a cultura açoriana produziu no último meio século.

### A colecção Ínsula e a actividade editorial
A Colecção Ínsula, congrega boa parte da actividade editorial do IAC, o qual tem editado obras que vão desde a literatura de ficção à sociologia, passando pela arte e pela história, contando já com mais de meia centena de títulos no mercado.
A actividade editorial do IAC tem sido muito diversificada, tenso-se vindo a centrar em torno das temáticas do património cultural e da literatura açoriana.